# Bleach (disc)
Bleach, que en català vol dir lleixiu o blanquejador, és el disc de debut del grup estatunidenc d'estil grunge Nirvana, que es va llançar el juny del 1989 a través del segell discogràfic independent Sub Pop. La majoria de les sessions d'enregistrament es van fer a l'estudi Reciprocal Recording de Seattle, Washington, entre el desembre del 1988 i el gener del 1989. El compositor de Nirvana, Kurt Cobain, se sentia pressionat en crear les cançons per a Bleach. Havien de ser de l'estil grunge, que era el que impulsava aquest segell discogràfic de l'escena musical de Seattle. El disc es considera força negatiu i desolador. En Cobain va dir que la majoria de lletres les va escriure la nit abans d'enregistrar-les, en un moment en què sentia malestar. Per això no s'hi va mirar massa. L'enregistrament el va finançar en Jason Everman, qui surt als crèdits com a guitarrista encara que no toqués a cap cançó.
Bleach va tenir una bona rebuda de la crítica, però no va entrar en les llistes dels Estats Units en el llançament inicial de l'any 1989. Més tard, es va rellançar, l'any 1992, internacionalment amb els Geffen Records després de l'èxit de Nevermind (1991). Aquest cop va debutar en la posició 89 del Billboard 200 i va arribar a la posició màxima número 33 de la UK Albums Chart. Des de llavors, ha venut un milió de còpies als Estats Units. El 2009, Sub Pop va llançar una edició especial pel vintè aniversari del grup que inclou enregistraments en directe dels Nirvana, del 1990, i material extra. Des del llançament, el 1989, Bleach va vendre 1,7 milions de còpies només als Estats Units i cinc milions a escala mundial. És el disc de Sub Pop amb més vendes.

## Enregistrament

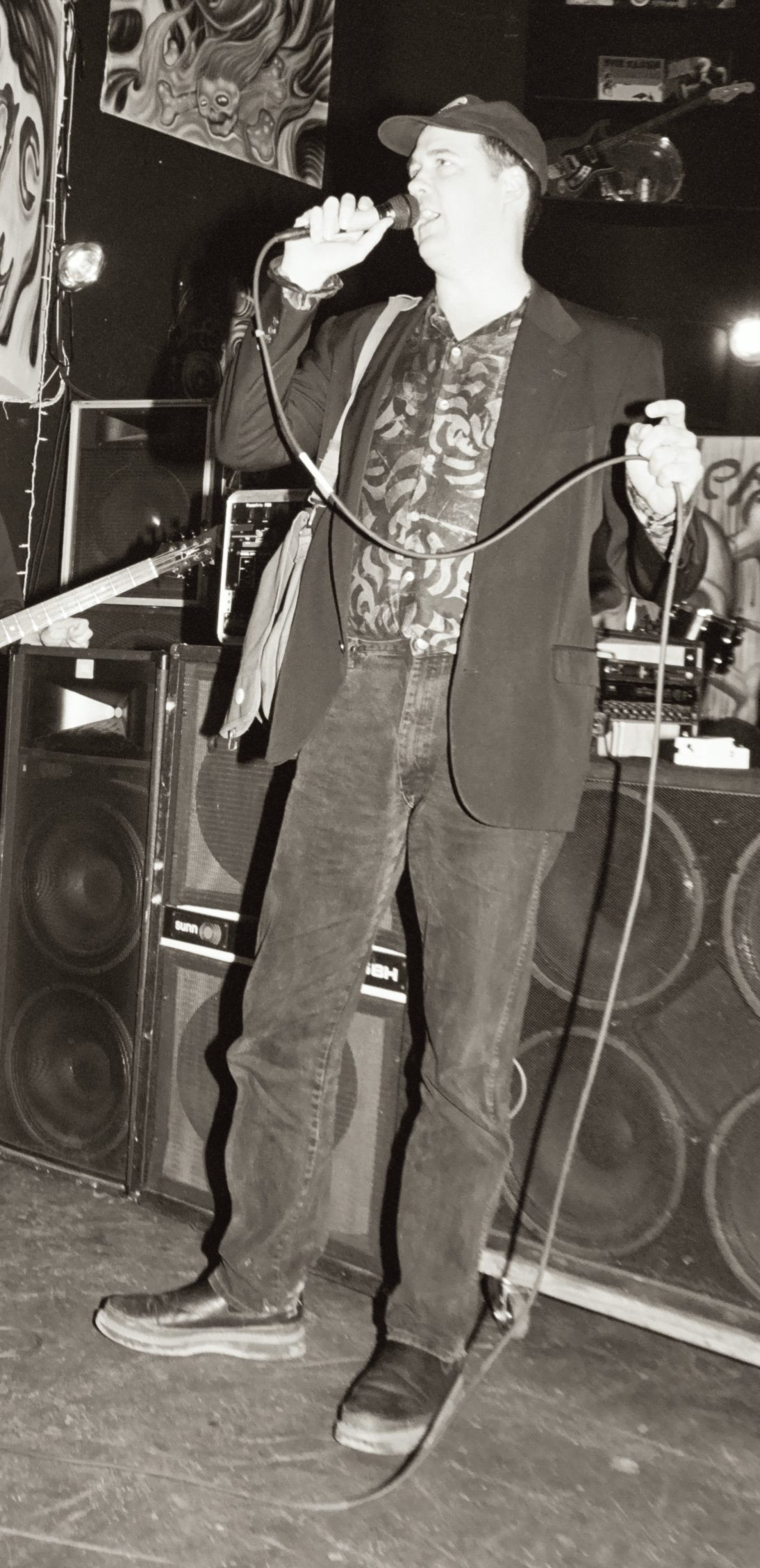
El baixista dels Nirvana, Krist Novoselic, es va acreditar com «Chris Novoselic» en el disc.

Un cop llançat el senzill de debut Love Buzz amb Sub Pop el novembre del 1988, els Nirvana van assajar unes dues o tres setmanes per acabar enregistrant un disc sencer, tot i que la discogràfica només els havia demanat d'enregistrar un EP. La majoria de sessions per a Bleach es van fer als estudis Reciprocal Recording de Seattle, amb el productor local Jack Endino. Els Nirvana van començar a enregistrar en una sessió de cinc hores el 24 de desembre del 1988. Després van tornar a enregistrar entre els dies 29 i 31 de desembre. Van fer dues sessions més els dies 14 i 24 de gener. Van enregistrar tres de les cançons del disc —Floyd the Barber, Paper Cuts i Downer— en una sessió anterior als estudis Reciprocal l'any 1988, amb en Dale Crover tocant la bateria. Tot i que van intentar tornar-la a enregistrar amb el bateria nou, en Chad Channing, el grup va decidir-se per remesclar la versió d'en Crover per a la versió final del disc Bleach. La cançó Big Long Now no es va tenir en compte perquè, segons n'Endino, el cantant i guitarrista Kurt Cobain sentia que «a Bleach ja hi havia prou coses lentes i pesades i no volia que la cançó sortís com a senzill». Es va editar i fer la seqüència del disc, però el cap de Sub Pop, en Bruce Pavitt, va ordenar de tornar a fer tota la seqüència completa. Per això l'enregistrament es va retardar molts mesos, fins que Sub Pop pogués aconseguir prou diners per rellançar-lo.
Endino va facturar-los 606,17 USD per trenta hores d'enregistrament. En Jason Everman, un guitarrista que havia impressionat als Nirvana a la mostra que havia fet amb en Dale Crover, va posar-hi els diners. Durant poc temps, va ajuntar-se amb el grup per ser-ne el guitarrista, tot i no haver participat en l'enregistrament. El baixista Krist Novoselic va explicar que «volíem fer-lo sentir com a casa, al costat de la banda».

## Estil musical

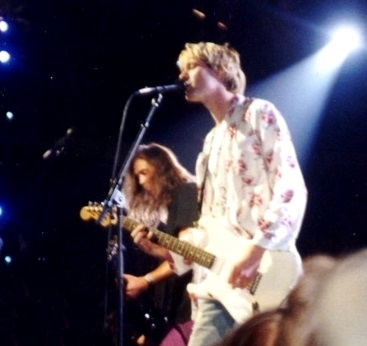
Els Nirvana toquen en directe l'any 1992, el mateix en què, després de l'èxit de Nevermind, la discogràfica Sub Pop va llançar una versió remasteritzada del disc.

Segons en Cobain, la música de Bleach entrava dins del gènere musical grunge, el qual fomentava amb determinació Sub Pop. «Hi havia gran pressió de Sub Pop i de l'escena grunge per tal que toquéssim rock», va dir en Cobain. També va comentar que «va fer-ho sonar com si fóssim els Aerosmith». En Cobain va pensar que havia de complir les expectatives de l'estil grunge per poder fer un grup de fans, i va ser per això que va treure el so més pop i artístic de les cançons en els enregistraments. En Novoselic afirma en un interviu a la revista Rolling Stone (2001), que el grup, mentre anava de gira i dins la furgoneta, escoltava una cinta que tenia en una cara un disc dels The Smithereens i en l'altra, el grup de black metal, Celtic Frost. Segons en Novoselic, aquesta combinació musical els hauria influït. Es van descriure les cançons com a «deliberadament desoladores, claustrofòbies i amb les lletres diluïdes. Sense gens d'alienació maníaca ni sensació d'alliberament en interpretar-les en directe». En Cobain digué que les cançons tenien estructura unidimensional i que cercava presentar un «una banda més polida i urbana de la felicitat». El disc incorpora influències d'altres estils, com ara el punk, el rock psicodèlic i fins i tot, el thrash metal. Igual que en el cas de «Negative Creep». Segons la revista Zona-Zero en el disc «en Cobain té un registre vocal molt estripat, gastat i a la vegada, melòdic, com els instruments que hi sonen».
En Cristopher Sandorf va descriure les cançons de Bleach, de la manera següent: «Paper Cuts té una melodia d'influències folklòriques i el ritme pesat de les primeres cançons dels Led Zeppelin; Mr. Moustache va dirigida als mascles fanàtics dels Nirvana; Downer mostra menyspreu cap al públic d'una manera excepcional». En Sandford també va dir que «School —que té la lletra amb quatre versos i prou— és una cançó memorable, ja que la tornada «és com un set». Mentre que la cançó Scoff és un comiat ben agre als pares d'en Cobain»; a Negative Creep, en Cobain parla de si mateix. Segons l'escriptor, la cançó About a Girl té una «melodia repicada i una tornada irònica». A la revista Sounds, en Keith Cameron va dir que la cançó era «era estimulant i excitant perquè la naturalesa de la música ja ho és, però també s'hi palpa un cert sentit de perill, com si tot es pogués esfondrar en qualsevol moment. No hi ha cap espai de rebaixada de tensió des de la primera nota fins a l'última». En el llibre Nirvana: The Stories Behind Every Song, en Chuck Crisafulli comenta que el tema «sobresurt d'entre les cançons d'en Cobain com si una cançó tingués un origen específic i una temàtica molt real».
En Cobain va dir a la revista Spin, el 1993, que «no tenia ni puta idea de la temàtica de les lletres» i va afirmar que el 80% de les lletres les va escriure la nit abans d'enregistrar; ja que encara es pensava les lletres mentre conduïa cap a l'estudi. Va explicar que en aquells temps «era com si se sentís molest sense saber el perquè. Només vaig cridar un munt de coses negatives. Pensava que si no eren sexistes o m'avergonyien tot aniria bé. No m'estimo cap d'aquestes lletres». El biògraf dels Nirvana, en Michael Azerrad, comentà que, tot i això, hi havia moltes cançons que reflectien coses que li havien passat a en Cobain. Mr. Moustache va sortir del disgust que va tenir el cantant quan se l'acusà de masclista, mientre que School és una crítica a l'escena musical de Seattle, i particularment a Sub Pop. També va dir que el disc es pot interpretar com una al·legoria de la vida.

## Llançament i promoció

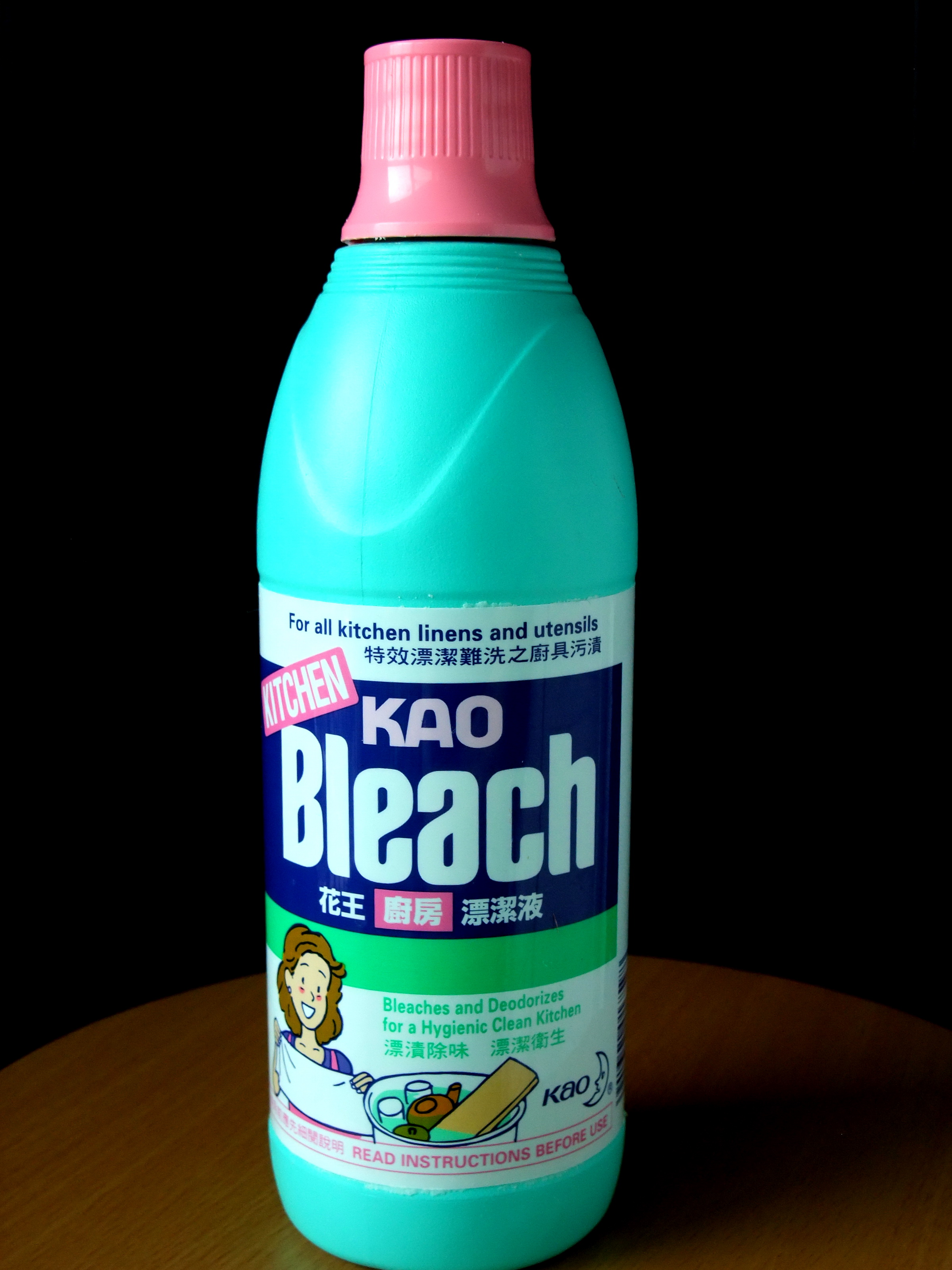
El títol del disc, Bleach (lleixiu), surt d'un cartell destinat a la prevenció de la SIDA que en Cobain va veure mentre conduïa.

La portadella del disc mostra una fotografia presa per qui seria després la parella d'en Cobain, la Tracy Marander, durant un concert a la galeria d'art Reko Muse, Olympia, Washington. El 25 de febrer del 1989, els Nirvana van tocar en llocs de la costa oest, entre els quals hi ha la Universitat de Washington. El grup va començar la primera gira europea amb els Tad, a Riverside, un estadi de Newcastle upon Tyne, el 23 d'octubre del 1989. El 3 de desembre van tocar una sèrie de cançons «que van triomfar» en el London Astoria. En Cristopher Sandford va relatar-ho: «Quan els experts en moda van apreciar "les autèntiques camises d'estil llenyataire i els jerseis lleigs amb patrons geomètrics de la dècada de 1950" i els van fer servir com un exemple "d'elegància sense alta costura", van oblidar-se que aquestes peces són la roba de cada dia en el clima marí del nord-oest». En Cobain va fixar-s'hi i va comentar que mai havia intentat d'iniciar una moda o actuar com un model. L'1 d'abril del 1990, el grup va començar la segona gira més gran pels Estats Units. Durant aquesta gira, van canviar en Txad Channing per en Dale Crover.
Mentre enregistraven, el nom del disc era Too Many Humans (massa humans). El va batejar amb el nom de Bleach (lleixiu) quan en Cobain va veure un cartell sobre la prevenció de la SIDA tot conduint per San Francisco amb el grup. El cartell aconsellava als addictes a l'heroïna que desinfectessin les agulles amb lleixiu abans de punxar-se. Es feia servir l'eslògan Bleach Your Works (desinfecta els teus actes). A Austràlia, Bleach es va llançar amb la discogràfica Waterfront Records, i al mateix temps va vendre's amb format de vinil i amb caràtules ben acolorides a final de l'any 1991.
A l'abril del 1992, després de l'èxit del segon disc dels Nirvana, Nevermind, Sub Pop va treure una altra versió remasteritzada de Bleach en vinil, CD i casset, amb dues pistes addicionals. Geffen Records va rellançar-lo internacionalment. La versió del CD incorpora una caixa petita amb un llibret ple de fotografies del grup en el període entre els anys 1987 i 1990. Cap al vintè aniversari del disc, Sub Pop va treure, el 3 de novembre del 2009, una edició de luxe amb la remasterització de les cintes originals feta el març del 2009. L'edició la va fer en George Marino i, a més, inclou un enregistrament en directe d'un concert del 1990 al Pine Street Theatre de Portland.

## Rebuda
El disc va tenir, en general, ressenyes de caràcter positiu per part dels professionals. En Anthony Carew de la web About.com escriu que el disc «definia del tot la dècada dels 1990» i va concedir-li quatre estrelles sobre un màxim de cinc en les qualificacions. En Stephen Thomas Erlewine de Allmusic li posà 3,5 estrelles sobre 5, i va comentar que «En Kurt Cobain té una habilitat considerable per a compondre cançons, i això es veu particularment a la balada en to menor, About a Girl, i en l'agitació densa de Blew». A més, va dir que es tractava del «debut d'un grup que ens demostra molt de potencial, però que encara no ha arribat al nivell màxim». El crític de NME, en Edwin Pouncey, digué que el disc tenia el «so més grandiós i pitjor dels que Sub Pop ha desenterrat fins ara. El disc és tan primitiu que altres grups de la mateixa discogràfica, com ara els Mudhoney sembla que sonin com els Genesis; els Nirvana apugen en volum, escupen i ho estripen tot cap al cim del seu munt de brossa musical». Edwin va atorgar-li una puntuació de vuit punts sobre deu. Rolling Stone considerà Bleach com un «èxit moderat entre les ràdios universitàries i el circuit underground». En canvi, en Óliver Del Barrio de la Zona-Zero, va concedir-li la puntuació màxima. Digué que «ens trobem davant una autèntica obra mestra que ens deixa cançons per a recordar».
Abans que es llancés Nevermind, ja s'havien llançat 40.000 unitats del disc Bleach a Nord-amèrica. El rellançament va tenir prou èxit a les llistes de venda: Bleach va arribar al lloc 89 del Billboard 200; el 33 de la UK Albums Chart; el 34 de la llista australiana; i el 29 de la finesa. La mort d'en Cobain el 5 d'abril del 1994 va ajudar a augmentar-ne la popularitat. Va entrar a la llista Top Pop Catalog en sisena posició la setmana després de la mort del cantant, i va arribar al primer lloc el dia 7 de maig. L'edició de luxe va arribar a setè lloc d'aquesta llista. Bleach va rebre el disc de platí que atorga la RIAA el febrer del 1995, en vendre la quantitat estimada d'1,7 milions de còpies als Estats Units. És considerat el disc amb més vendes dels que va treure Sub Pop. A més, se'n van vendre 4 milions arreu del món.

## Llista de cançons
Totes les cançons foren escrites i compostes per Kurt Cobain excepte on s'indiqui el contrari. 
| Núm.          | Títol                                | Durada |
| ------------- | ------------------------------------ | ------ |
| 1.            | «Blew»                               | 2:55   |
| 2.            | «Floyd the Barber»                   | 2:18   |
| 3.            | «About a Girl»                       | 2:48   |
| 4.            | «School»                             | 2:42   |
| 5.            | «Love Buzz» (cover de Shocking Blue) | 3:35   |
| 6.            | «Paper Cuts»                         | 4:06   |
| 7.            | «Negative Creep»                     | 2:56   |
| 8.            | «Scoff»                              | 4:10   |
| 9.            | «Swap Meet»                          | 3:03   |
| 10.           | «Mr. Moustache»                      | 3:24   |
| 11.           | «Sifting»                            | 5:22   |
| Durada total: | Durada total:                        | 37:19  |

## Personal
- Kurt Cobain – veu, guitarra (a la llista com a «Kurdt Kobain»)[40]
- Krist Novoselic – baix elèctric (a la llista com a «Chris Novoselic»)[40]
- Chad Channing – bateria
- Dale Crover – batera a les cançons 2, 6 i 13
- Jack Endino – productor
- Tracy Marander – fotografia
- Charles Peterson – fotografia
- Lisa Orth – disseny artístic
- Jane Higgins – productor executiu
- Jason Everman – finançament